# 岳曾元
岳曾元（1942年—），男，河北遵化人，中国天体物理学家，曾任北京大学教授、博士生导师。研究方向为旋涡星系密度波理论。